# パラソル哀歌
『パラソル哀歌』(パラソルあいか)は一青窈の配信限定シングル。

## 解説
10ヶ月連続配信企画の第3弾。阿久悠が書いた未発表の歌詞に、キノコホテルのマリアンヌ東雲が曲と編曲を施した。演奏はキノコホテルのバンドメンバーが全員で担当している。

## 収録曲
1. パラソル哀歌
作詞：阿久悠 / 作曲・編曲：マリアンヌ東雲

## 収録アルバム
パラソル哀歌
- 『一青十色』